# Zenithicola australis
Zenithicola australis là một loài bọ cánh cứng trong họ Cleridae. Loài này được Boisduval, 183 miêu tả khoa học năm 1835.